# San Buenaventura del Monte Alto

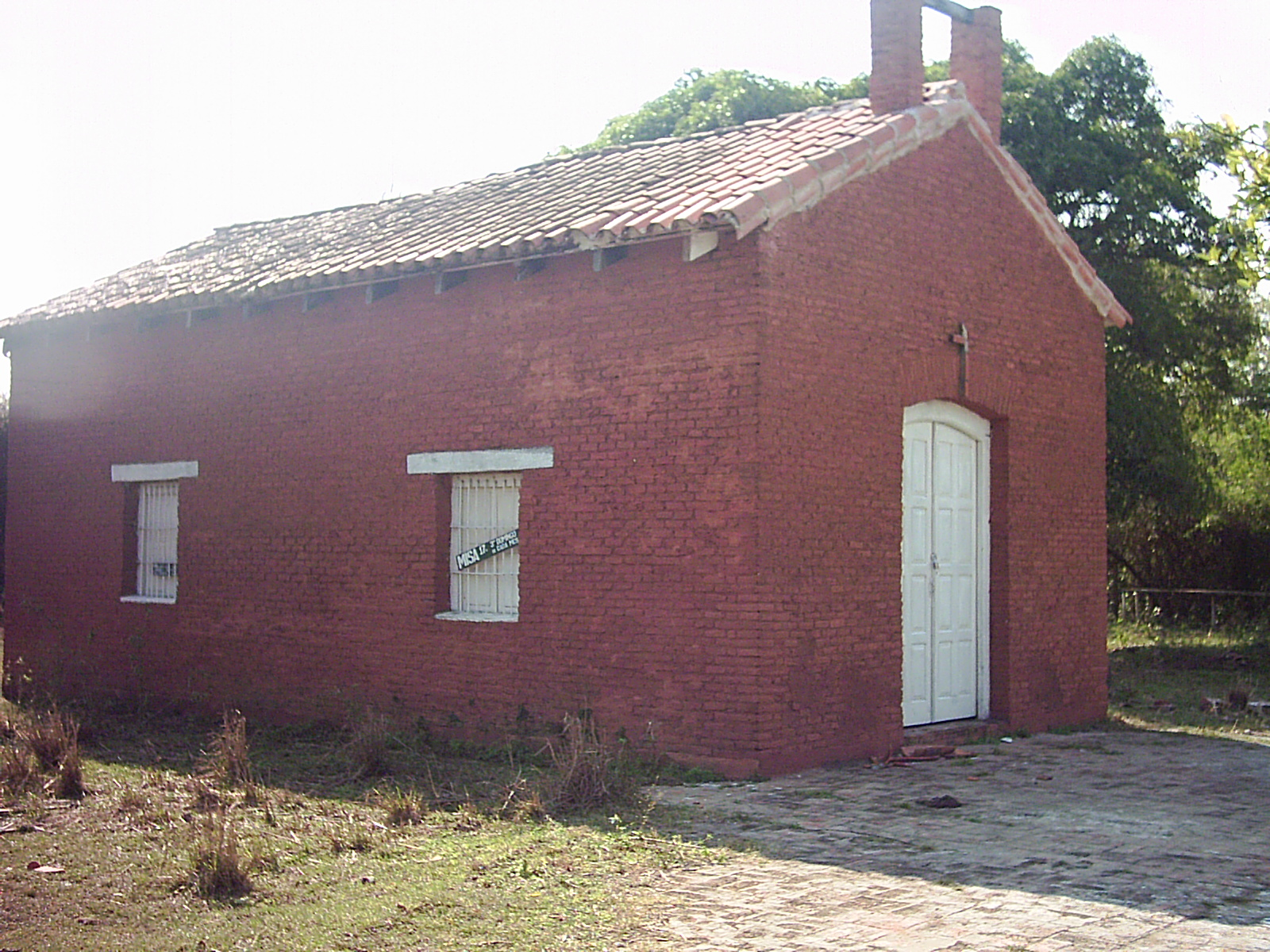
Vista lateral de la capilla que aún funciona como templo católico. La construcción actual es una reconstrucción iniciada a mediados del.

San Buenaventura del Monte Alto fue una reducción de indios vilelas de mediados del siglo XIX administrada por frailes franciscanos en lo que hoy es un barrio de la ciudad de Resistencia, provincia del Chaco, Argentina. Fundada para evangelizar a los indios del Chaco (región todavía no sometida efectivamente a la administración nacional en ese entonces) en un lugar cercano a la ciudad de Corrientes, sobrevivió apenas 7 años, debido fundamentalmente a la falta de aportes de las autoridades nacionales y provinciales que se encontraban dedicadas a la Guerra de la Triple Alianza. La capilla funciona desde entonces como lugar de culto esporádico, y fue declarada Lugar Histórico Provincial en 1964, ocasión en la cual se reconstruyó la capilla y se hicieron otras mejoras. Las tierras adyacentes fueron loteadas a mediados de los años 1990 para la creación del barrio Monte Alto, que alberga casas residenciales de perfil socioeconómico medio-alto.

## Historia

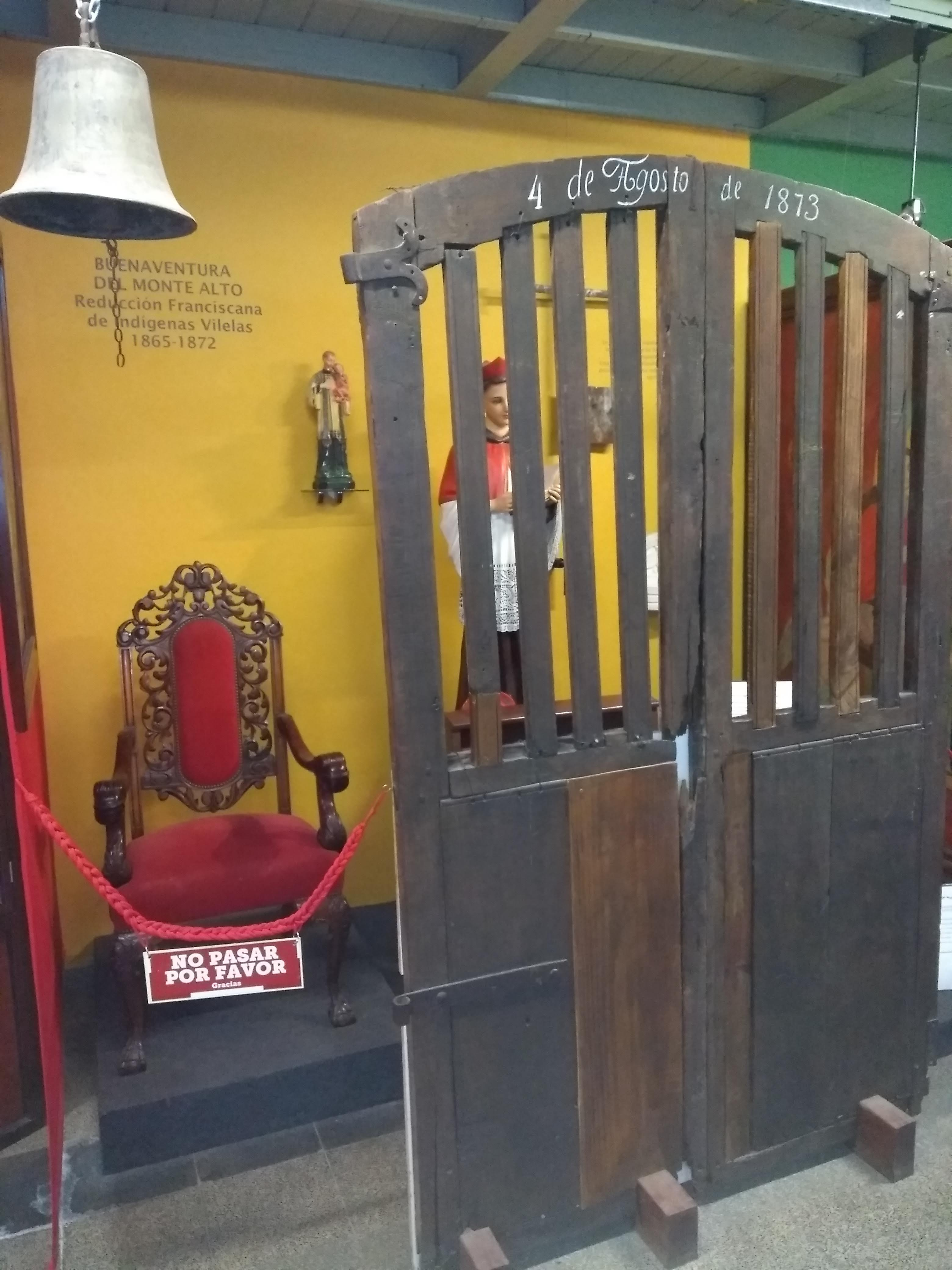
Exhibición permanente de objetos de la capilla de San Buenaventura del Monte Alto en el Museo del Hombre Chaqueño.

Finalizadas las guerras posteriores a la Declaración de independencia de la Argentina, que llevaron al surgimiento del Estado Argentino, la Nación estaba lista para ocuparse del problema perentorio que significó la ocupación definitiva del Chaco Austral. La Constitución Argentina de 1853 en el artículo 64 inciso 15 trataba sobre la relación con la frontera y los indios: Proveer a la seguridad de las fronteras; conservar el trato pacífico con los indios, y promover la conversión de ellos al catolicismo. Con este amparo constitucional, los frailes franciscanos de Propaganda Fide enviaron desde Italia frailes a zonas de frontera, entre ellas el Convento de La Merced en Corrientes.
El ministro del Interior autorizó al gobernador de Corrientes Juan Gregorio Pujol a instalar una misión en el riacho Antequeras, frente a la capital correntina, para lo cual aseguró respaldo nacional. En esta se asentarían los indios del lugar y también habitantes pobres de Corrientes. El prefecto de misiones fray Antonio Rossi exploró el lugar, y eligió para establecerse un punto cercano a la desembocadura del río Negro (menos de 4 kilómetros al río Paraná en línea recta) llamado Monte Alto. El 5 de diciembre de 1864 se creó en Corrientes una comisión  protectora que recogió donativos y difundió la obra. El 12 de marzo de 1865 se inauguró la capilla puesta bajo la advocación de San Buenaventura y a cargo de fray Francisco Ristorto.
Apenas un mes después (el 13 de abril) el Paraguay ocuparía la ciudad de Corrientes marcando el comienzo de la Guerra de la Triple Alianza. La actividad misional se vio interrumpida por este hecho, reanudándose entre 1866 y 1869. La actividad volvió a suspenderse debido a la falta de aportes nacionales y provinciales a la obra, que dificultó la subsistencia de frailes e indígenas. La misión fue definitivamente abandonada en 1872, permaneciendo la capilla como lugar de culto esporádico para aborígenes e inmigrantes.

## Vida posterior

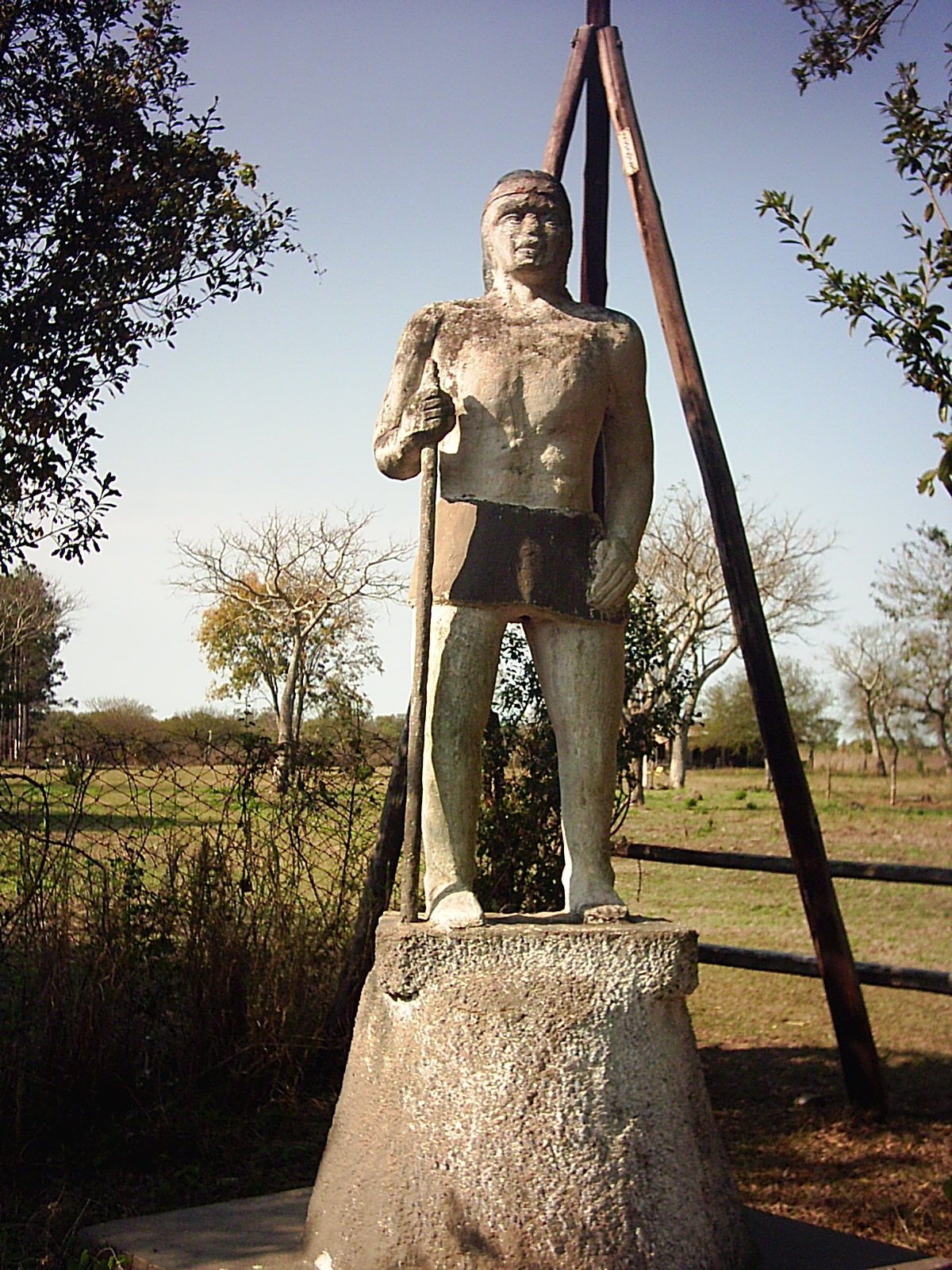
Estatua del cacique Leoncito, insertada en los años 1960 en el predio que aloja la capilla.

Si bien la misión ya no volvió a funcionar, su valor histórico como último punto poblado antes de la fundación de Resistencia es indudable. 
La capilla fue restaurada en 1890 por los primeros colonos resistencianos, hasta que fue desmantelada en 1940. Con el aporte de Manuel Sanchís algunos elementos de esa primera construcción (como clavos y tejas) forman parte desde entonces del Museo Ichoalay. En los años 1950 Carlos López Piacentini promueve infructuosamente la declaración como Lugar Histórico Nacional. No obstante la negativa a la declaración, en 1959 la capilla es reconstruida.
El reconocimiento vendría por parte de la joven Provincia del Chaco, que a través de la Ley N.º 640 lo declara Lugar Histórico Provincial. Posteriormente se construyeron una pequeña edificación para que funcione como museo de los objetos encontrados en el lugar, un mangrullo y una escultura dedicada al cacique Leoncito. Otros elementos de la capilla se encuentran en el Museo del Hombre Chaqueño, sito en el centro de la ciudad de Resistencia. La capilla es considerada uno de los atractivos turísticos de dicha ciudad, aunque sólo abre al público en las misas regulares que se ofrecen en ella. La edificación prevista para museo se encuentra abandonada y sin exposición de objetos.

## Ubicación y acceso

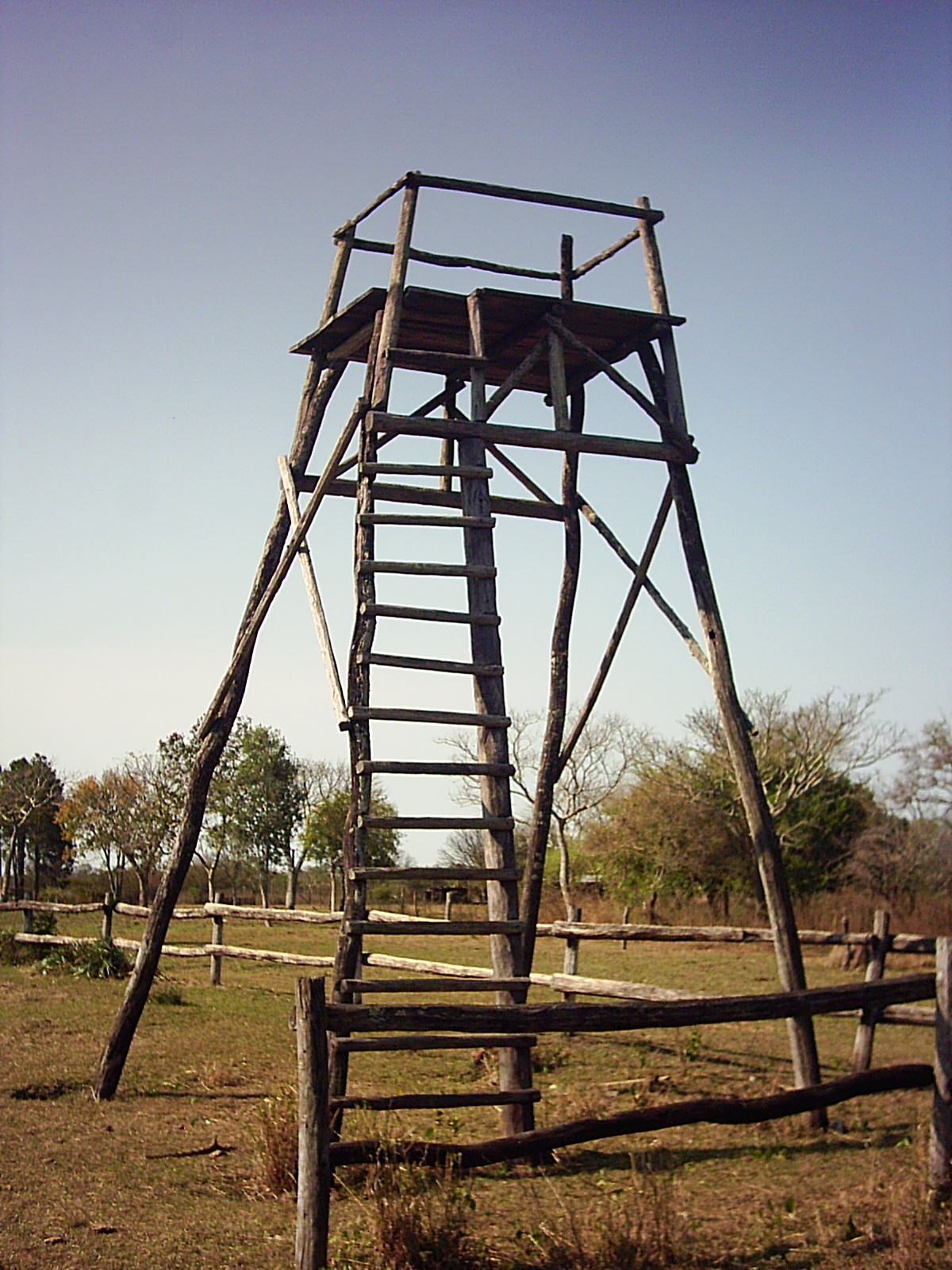
Mangrullo desde donde se podían divisar ataques a distancia.

Las tierras donde se ubican la capilla se ubican al nordeste de la Colonia Resistencia, en el municipio de Resistencia, y fueron netamente rurales hasta los años 1990. A su alrededor comenzó el loteo y parquización de un barrio llamado Monte Alto en dicha época, caracterizándose por los terrenos amplios y su excelente conexión con la ciudad de Resistencia y Corrientes (encontrándose casi equidistante del centro de ambas) a través de la ruta Nacional N.º 16. La calle Las Tipas de sólo 1 kilómetro y con señalizaciones que indican la ubicación del Lugar Históricfo la comunica con el kilómetro 7,6 de la ruta 16. La ruta Provincial N.º 63 (asfaltada) pasa a sólo 2,5 kilómetros del templo, uniéndolo con el centro de la ciudad de Barranqueras a una distancia mucho menor que la que la separa del centro de Resistencia.
Hasta la construcción de las defensas que protegen a Resistencia de crecidas excepcionales del Paraná (a fines del siglo XX), los alrededores no se consideraban aptos para la ocupación urbana, habida cuenta de la posibilidad de inundación ante desbordes del río Paraná. Las defensas y la cada vez mayor integración entre el Gran Resistencia y el Gran Corrientes están incorporando la zona a la mancha urbana con una velocidad inusitada, potenciado por la conversión en autopista de la ruta 16. Alrededor del barrio los asentamientos humanos se hacen difíciles por la gran cantidad de lagunas y meandros que forma el río Negro.
Sus coordenadas son 27°26′42″S 58°54′51″O / -27.44500, -58.91417.